# Siglufjörður (fiordo)
Il Siglufjörður è un fiordo situato nel settore nordorientale dell'Islanda.

## Descrizione
Siglufjörður è uno dei fiordi della regione del Norðurland eystra. È situato al centro della parte settentrionale della penisola di Tröllaskagi, a ovest dei due fiordi Héðinsfjörður e Ólafsfjörður.
Il fiordo è largo 3,5 km e penetra per oltre 6,5 km nell'entroterra.
Nel fiordo va a sfociare il fiume Fjarðará.
In fondo al fiordo, sulla sponda orientale, è stato costruito un piccolo aeroporto.

## Vie di comunicazione
La strada statale S76 Siglufjarðarvegur corre lungo la sponda occidentale e raggiunge il fiordo attraverso la galleria Strákagöng lunga 830 m. Oltrepassato il villaggio di Siglufjörður, che ha lo stesso nome del fiordo, la strada prosegue verso est attraverso il ramo occidentale della galleria Héðinsfjarðargöng. Il villaggio di Siglufjörður aveva 1 184 abitanti al 1º gennaio 2019, ed è stato un importante centro peschereccio durante il boom delle aringhe negli anni 1950.
La strada locale L793 Skarðsvegur conduce al comprensorio sciistico e prosegue fino ai 630 metri del passo Siglufjarðarskarð. Prima dell'apertura della galleria Strákagöng, la L793 (poco più di un sentiero) era l'unico collegamento stradale nel fiordo. È un percorso tortuoso, non sicuro durante l'inverno e anche ora percorribile solo in estate.

## Clima
Il clima è quello tipico della tundra. La temperatura media annua è di -3 °C. Il mese più caldo è settembre, con una temperatura media di 6 °C; il più freddo dicembre, con -10 °C.